# George Murdoch
George Murdoch (Paisley, Escòcia, 29 d'abril de 1850 - Calgary, Canadà, 2 de febrer de 1910) fou el primer caldade de Calgary, a la província d'Alberta (Canadà).
La família de Murdoch va emigrar cap al Canadà l'any 1854 i s'hi va establir a Saint John, a Nova Brunswick. Murdoch va passar la seva infància en aquest província: lloc on es casà amb Margaret i on va tenir els seus primers dos fills. En total, en varen tenir com a mínim 3, dos nois i dues noies.
El 13 de maig del 1883, Murdoch es va mudar a Calgary, només alguns mesos abans que el Canadian Pacific Railway hagués arribat a aquella comunitat, a l'agost. Allà mateix hi va muntar una botiga d'arnesos que va tenir bastant èxit. En aquell moment, la seva principal client era la policia de montana del Canadà. Hi va mantenir una bona relació fins i tot fins al punt d'aprendre a parlar la seva pròpia llengua.
El 4 de desembre del 1884 es converteix en el primer alcalde de la ciutat de Calgary. Hi va estar fins a l'octubre del 1886 quan va ser desqualificat de les eleccions d'aquell mateix any degut a manipulació de vots.